# Сєверний (Александровський район, Оренбурзька область)
Сє́верний (рос. Сєверный) — селище у складі Александровського району Оренбурзької області, Росія.

## Населення
Населення — 260 осіб (2010; 285 у 2002).
Національний склад (станом на 2002 рік):
- росіяни — 39 %